# Real Football
Real Football è una serie di videogiochi calcistici per telefoni cellulari prodotta dalla Gameloft a partire dal 2004.